# Herakleios de Oudere

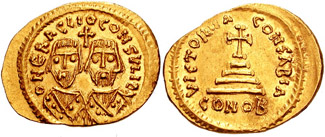
Solidus van 608 met daarop vader en zoon Herakleios

Herakleios de Oudere (Ἡράκλειος in het Grieks) (†610) was de vader van de Byzantijnse keizer Herakleios (610-641). Van legeraanvoerder schopte hij tot zelf geproclameerde consul.

## Levensloop
Zijn afkomst is voer voor historici. Zijn militaire carrière begon onder generaal Philippicus (magister militum) als commandant (strategos) tijdens de Slag bij Solachon in 586 in de Byzantijns-Sassanidische oorlog (572-591). In 589 zien we hem aan de zijde van magister militum Comentiolus tijdens de Slag bij Sisarbanon bij Nisibis. Na de Romeins-Perzische oorlog werd hij aangesteld als magister militum per Armeniam om daar de rust te herstellen.
Rond het jaar 600 werd hij door keizer Mauricius aangesteld als exarch van het Exarchaat Afrika. Het exarchaat was van groot economisch belang voor het Rijk, het was een belangrijk leverancier van graan, olijfolie, wijn en vis. In 602 werd keizer Mauricius afgezet en geëxecuteerd door de nieuwe keizer Phocas. Kort na zijn aantreden werd Phocas geconfronteerd met een nieuwe oorlog tegen de Sassaniden, de Byzantijns-Sassanidische oorlog (602-628). De opstand van magister militum per Orientem Narses, waarbij hij de provincie Mesopotamia afscheurde, gaf de aanleiding om hetzelfde te doen. In 605 viel het sleutelfort Dara
Samen met zijn zoon, de toekomstige keizer Herakleios, riep hij zich in 608 uit tot consul. Dit gaf de aanleiding in Syria en Palaestina Prima om zich ook af te scheuren. In 609 veroverde Niketas Egypte. In 610 vertrok Herakleios de Jongere met een vloot richting Constantinopel. Phocas werd aan het begin van oktober van datzelfde jaar nog afgezet en op gruwelijke wijze gedood.
Zoals zijn afkomst obscuur is, is zijn dood het al evenzeer. Bisschop Johannes van Nikiû verwoordt het als volgt, Herakleios de Oudere verheugde zich over het nieuws dat zijn zoon de troon besteeg en stierf kort daarna. 